# Carex calcicola
Espèce
Classification phylogénétique
Carex calcicola est une espèce de plantes du genre Carex et de la famille des Cyperaceae.